# Paolo Maurizio Caissotti

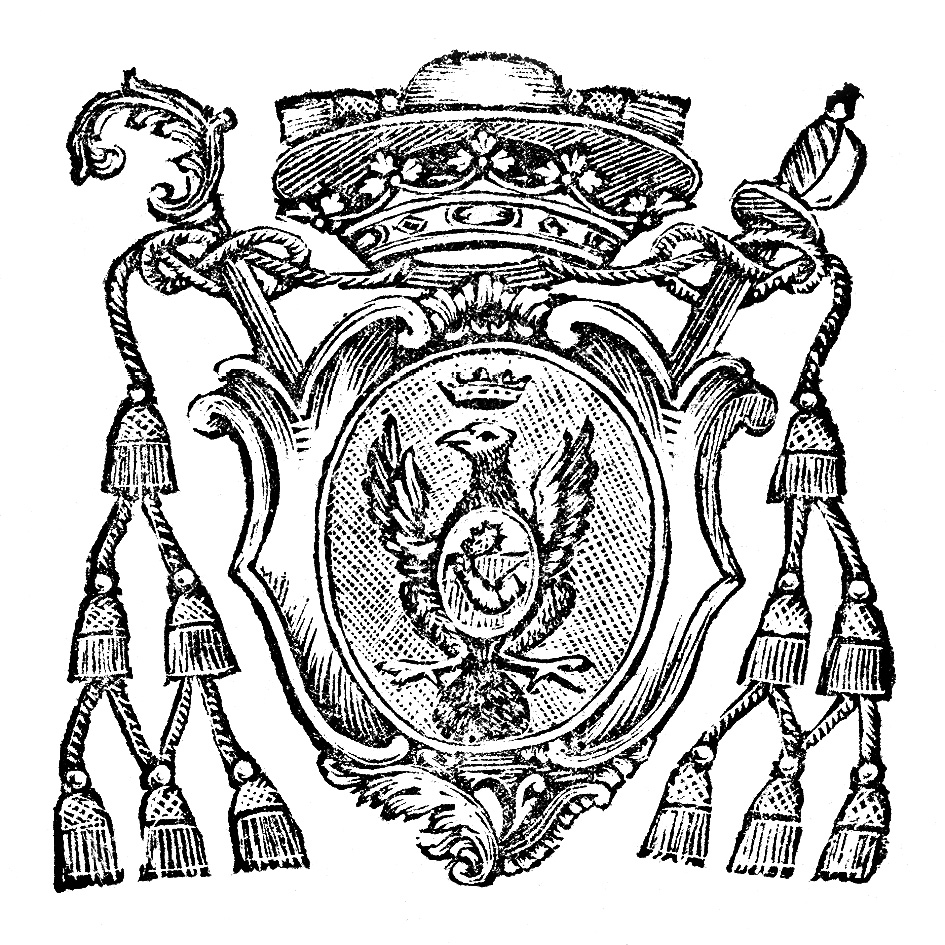
Lo stemma in una stampa del 1786

Paolo Maurizio Caissotti o Cajssotti (Torino, 1º dicembre 1726 – Asti, 8 agosto 1786) è stato un vescovo cattolico italiano, principe della Chiesa di Asti. È stato vescovo di Asti tra il 1762 ed il 1786.

## Biografia

### Origini e studi
Paolo Maurizio nacque in seno alla famiglia dei conti di Chiusano, il ramo primogenito del casato Caissotti, di origine nizzarda ma trasferitosi a Cuneo dalla fine del Cinquecento.
Il padre, conte Francesco Antonio Caissotti nel 1739 era stato nominato da Carlo Emanuele III di Savoia, Riformatore e Consigliere dell'Università.
Dal secondo matrimonio del conte con Maria Teresa Orsini di Rivalta nacquero dieci figli, l'ottavo fu Paolo Maurizio che nacque il 1º dicembre 1726 a Torino nel palazzo di famiglia di via Bogino.
Caissotti a dieci anni, nel 1736, entrò nell'Accademia Reale di Torino e dopo sei anni passò alla Regia Università degli Studi iscrivendosi alla facoltà di Legge.
Conseguita la licenza nell'agosto 1746 dibattendo un argomento di diritto canonico e uno di diritto civile, poté accedere al dottorato di diritto canonico e civile.
Il 14 luglio 1747 si laureò in Legge dopodiché, dopo aver rifiutato alcune offerte lavorative, si preparò privatamente in teologia, raggiungendo la licenza il 5 maggio 1749. Nel 1750 conseguì la laurea in teologia.

### Il soggiorno romano
(C.Pagani, B.Vejluva, Annali Ecclesiastici di Genova, 8 giugno 1799, III, 90.)
Terminati gli studi Caissotti venne ordinato sacerdote il 5 giugno 1751 dall'arcivescovo di Torino G. B. Roero.
Paolo Maurizio si rivelò subito una persona schiva e modesta e rifiutò il canonicato per recarsi a Roma ed entrare nei padri dell'Oratorio San Filippo Neri alla Vallicella.
Dopo alcuni anni prestò assistenza negli ospedali della capitale assumendo la carica di Prefetto dell'Oratorio.

### Vescovo di Asti
Nel 1761, il re di Sardegna Carlo Emanuele III su proposta del conte di Rivera e del cavalier Ossorio, gli propose la cattedra della diocesi astigiana.
In un primo tempo il religioso rifiutò la carica asserendo di non sentirsi in grado di svolgere al meglio l'incarico e solamente l'intercessione del pontefice Clemente XIII lo fece ritornare sulla propria decisione.
La nomina avvenne il 19 aprile 1762 ed il 23 maggio venne consacrato a Roma dal cardinale Acciaioli.
A metà giugno Caissotti giunse nella sua città natale che lasciò il 30 luglio per raggiungere la propria diocesi.
Il 1º agosto 1762 il nuovo vescovo entrò in città accompagnato dal sindaco, il consiglio, i nobili e tutto il clero.
Nel 1786 si ammalò di "febbre putrida" e malgrado le cure del medico Marco Antonio Arò, la domenica del 5 agosto cadde in delirio.
Martedì 8 agosto 1786, il vescovo morì. Il corpo venne imbalsamato ed il 10 agosto venne tumulato nel sepolcro fatto costruire da monsignor Milliavacca.

## L'operato
Paolo Maurizio Caissotti si rivelò un vescovo caritatevole e munifico.
Il 3 luglio 1784, con l'autorizzazione della Santa sede, si liberò degli ultimi feudi vescovili, antico retaggio del potere temporale medievale. Per contro la corona Sabauda con lettere patenti datate 27 luglio 1784 corrispose in perpetuo l'annua somma di 12000 lire e investì il vescovo e i suoi successori della dignità di Principe.
I feudi così ceduti furono: Castagnito, Castellinaldo, Castello di Menabò, Castellino dei Volti, Cellarengo, Cisterna, Corveglia presso Villanova, Cossombrato, Govone, Magliano Alfieri, Montaldo Roero, Monteu Roero, Monticelli, Piobesi, Piea, Pocapaglia, Salmour (per diritto di decima), Santo Stefano Roero, Santa Vittoria d'Alba, Vezza d'Alba.
Sotto l'aspetto sociale egli provvide di dote le fanciulle povere ed intervenne più di una volta distribuendo cibo e denaro alla popolazione affamata, impegnando l'argenteria della sua cappella privata e vendendo perfino la posateria ed i mobili della sua mensa.
Nel 1775, istituì la scuola della "Mendicità istruita" e nel 1784 l'istituto per le "orfane di padre" chiamato poi Opera pia Caissotti ampliato in seguito da Monica Maillard e Carlo Giacinto Alfieri, rispettivamente madre e patrigno di Vittorio Alfieri.
Iniziò i lavori per la costruzione del nuovo Seminario, su progetto dell'architetto Benedetto Alfieri che terminarono nel 1775.
Intervenne nella ricostruzione dell'abside del Duomo tra il 1764 ed il 1769 su disegni dell'architetto Bernardo Antonio Vittone, lavori che a causa della mancanza di fondi vennero terminati nel 1800.

## Giansenista?
Il nome di Caissotti viene citato accanto a quello di Marco Antonio Balbis Bertone, vescovo di Novara, Giuseppe Andoja, vescovo di Tortona, Michele Casati, vescovo di Mondovì, Gian Battista Orlieé di St. Innocent, vescovo di Pinerolo, che si opposero alle tendenze benigniste espresse in particolar modo dalla Compagnia di Gesù.
Tutti questi prelati vennero "etichettati" come giansenisti, contrari cioè alla tendenza principalmente gesuita di adottare dottrine particolarmente lasse e nel confessionale utilizzare principi basati sul probabilismo:
(P. Stella, Il Giansenismo in Italia, Piemonte 1/II, Zurigo 1970)

## Sinodi diocesani
- 29 giugno 1785

## Genealogia episcopale e successione apostolica
La genealogia episcopale è:
- Cardinale Scipione Rebiba
- Cardinale Giulio Antonio Santori
- Cardinale Girolamo Bernerio, O.P.
- Arcivescovo Galeazzo Sanvitale
- Cardinale Ludovico Ludovisi
- Cardinale Luigi Caetani
- Cardinale Ulderico Carpegna
- Cardinale Paluzzo Paluzzi Altieri degli Albertoni
- Papa Benedetto XIII
- Papa Benedetto XIV
- Cardinale Filippo Acciaiuoli
- Vescovo Paolo Maurizio Caissotti, C.O.

La successione apostolica è:
- Arcivescovo Joseph de Montfalcon du Cénole (1785)